# 二月の勝者-絶対合格の教室-
『二月の勝者-絶対合格の教室-』（にがつのしょうしゃ ぜったいごうかくのきょうしつ）は、高瀬志帆による日本の漫画作品。『週刊ビッグコミックスピリッツ』（小学館）にて、2018年1号から連載し、2024年25号で完結した。2023年7月時点で累計部数は360万部を突破している。
2021年10月期に日本テレビ系列でテレビドラマ化された。
2022年、第67回小学館漫画賞一般向け部門を受賞。

## あらすじ
物語の舞台は東京・吉祥寺の中学受験塾、桜花ゼミナール吉祥寺校。業界トップの合格実績を誇るフェニックスをやめ吉祥寺校の新校舎長に着任した黒木蔵人は、「トップ校とされる学校群『御三家』の合格者がゼロに終わった『残念な校舎』の『テコ入れ』をする」ために来たという。「学習塾は、子供の将来を売る場所です」と新人講師の佐倉麻衣に言い放つ冷徹な顔とは裏腹に、小学校で逆学歴差別を受ける女子生徒・前田花恋や勉強を強制する父との関係に苦しむ男子生徒・島津順、不登校となった公立小学校における人間関係を断ち切っての難関校合格を夢見る女子生徒・柴田まるみなどの各生徒に時折見せる黒木の温厚さや、各学力層にいる生徒への深い理解に基づく指導は、次第に生徒・保護者の心をつかんでいく。
その一方で佐倉は「黒木は追加料金をもらった生徒のみの個別指導を裏でやるような人間であり、拝金の悪魔だ」とフェニックス時代の黒木の同僚・灰谷純から教えられたり、深夜の歓楽街を出歩く黒木を目撃したりしたことから、語られない黒木の素性（過去）を気にし始める。
10月のある日、島津家で事件が起きる。順の父は教育虐待を繰り返しており、「俺の力で受からせてやる！！」と順に自習を強制、四当五落を掲げて「できるまでやれ！寝るな！」と叫び、心配した母が止めに入るもこれを突き飛ばす。母への暴力行為を見た順はついに父に手をあげてしまい、父は「自分が何をやったかわからせる」として警察を呼ぶ。黒木は順の母から電話でSOSを受け、島津家に駆け付けて父と対峙。その姿は普段と違った感情的なものであった。
島津家での出来事に戸惑う佐倉と「生徒のプライバシーに関わるのはタブー」と激怒する桂に、黒木は「生徒を潰したことがある」と、謝りながらも自らを家庭介入へと走らせた過去の経験を語り始める。2年前、フェニックスの最上位クラス「サミット1」を担当していた黒木は「模試でサミット1から落ちた生徒（晶）が教育虐待を受けている」と聞き、無神経にも大量の補習によって晶を実力以上の中学に合格させてしまった。「虐待から生徒を守りたいだけだった」と語る黒木の補習によって合格した彼は中学の授業についていけず、どれだけ勉強しても成績最下位層から抜け出せなくなってしまったという。公立中への転校を勧められる息子に「『理想の息子』になれないなら、出ていって！」と言い放った母の一言が引き金となって晶の家は家庭崩壊を引き起こし、彼はそのまま祖母の家に引きこもってしまった。結果的に、黒木の力による晶の合格は家庭の問題を解決できず、むしろ難関校進学が家庭を崩壊させたのだ。最上位クラスのみを担当させられてきた黒木は「合格後のことを何も考えていなかった」と、自らが家庭に対する想像力や共感力に欠けていることを痛感し、さまざまな家庭の姿を見ることで少しでもそれを補えないかと桜花ゼミナールにやってきたのだった。「共感力に欠けているからこそ、皆さんの力をお借りしたい」と話した黒木と桂・佐倉は、生徒だけでなく保護者のケアにも全力を尽くそうと気持ちを新たにした。
物語は佐倉の視点から書かれており、中学受験の経験がない佐倉や生徒の保護者たちに黒木が中学受験に関する知識を説明する場面が随所に登場する。

## 登場人物

### 桜花ゼミナール
白柳 徳道（しろやなぎ とくみち）
社長。
林原 安寿（はやしばら あんじゅ）
社長秘書。

#### 講師陣
黒木 蔵人（くろき くろうど）
フェニックス吉祥寺校講師→桜花ゼミナール吉祥寺校新校長。仏頂面で、あまり表情を変えない。プライベートでは天然パーマなのかボサボサしたヘアスタイルだが、仕事との分別を図るため出勤後ロッカーで髪をトレードマークとも言える七三分けにセットするのが日課。
作中では年齢は不明だが、桜花にて佐倉が初めて会った際「大学生のアルバイト」と誤解するほど若々しい外見の模様。「塾講師はサービス業」「中学受験は課金ゲーム」と過激な発言をし、佐倉や橘に反感を買われることが多い。フェニックスに勤めていたころは、全生徒の中でもトップのクラス「サミット1」の専属講師をしていた。あだ名は「くろっきー」だが、本人は不本意としている。あまりにも多忙ゆえにあるとき貧血で倒れたが、その際に普段から食事をゼリーで済ませ（本人いわく合理的にした結果）、睡眠は椅子を並べたその上でしていると言い、佐倉から「生徒や保護者には睡眠や栄養の大事さを説くくせにご自分のことはガバなんですか！？」とつっこまれる。他の塾講師が男子をくん付けで呼ぶのに対して男子・女子を区別せず「さん」付けで呼ぶ（「島津さん」など）。
生まれつきの貧血体質のため、中学時代に夢を諦めた過去から、子ども達には夢を諦めてほしくない、いつまでも夢を追い続けてほしいという思いを随所に垣間見せる。
エピローグではSTARFISHをリョーマたちに託し、教育を勉強するために旅立つ。
佐倉 麻衣（さくら まい）
新卒の女性講師。ショートカット。担当は算数。黒木とは対照的な人情派。黒木の赴任直後はたびたび衝突していたが、「ある出来事」をきっかけに、少しずつではあるが慣れていっている。10cm以内のスイーツを一口で食べるという変な癖がある。空手経験者で、関東大会を制したこともある。また、子供への空手の指導を行っていたこともあった。山梨県出身。
桂 歌子（かつら うたこ）
佐倉の先輩の女性講師。担当は国語。ボブヘアで、メガネをつけている。塾事情に詳しく、佐倉に教えたり助言したりする。喫煙者だったが、現在は禁煙している。
仕事柄ストレスを溜めている為か、年度末の卒塾の会では毎年ビンゴ大会の司会をハイテンションで担当している。その姿を初めて目にした佐倉は呆然としていた。
エピローグでは学校は不明だが、佐倉との電話の会話で校長に着任した事が語られ、ノルマ未達成をボヤいている。
橘 勇作（たちばな ゆうさく）
短髪の男性講師。担当は算数・理科。桂と同じく喫煙者。小1の息子がいる。生徒の指導方針をめぐってたびたび黒木と衝突していたが、STARFISHの存在を知ってからは黒木を認めるようになる。
黒木が塾を辞めたと同時期に、塾の新事業である無料塾へと出向。周りも本人も納得する配属で、木村と再会した際は生き生きしていた。32歳。
木村 大志（きむら だいし）
担当は社会。夏期合宿で、佐倉とともに同行する。27歳。
警察官に憧れ、母親に唆された事もあって中学受験を体験するが、その際カンニングをしたことがある。
アイドルオタクで、卒塾の会ではペンライトの芸を披露。
平松 創（ひらまつ はじめ）
担当は社会。3月に森（後述）と結婚。33歳。新任の佐倉に、中学受験の偏差値はほぼ全員が受験する高校受験とは違い上位の2割しかしないため、偏差値50まででも相当にレベルが高いことを説明する。
朽木 伸明（くちき のぶあき）
担当は算数・理科。42歳。
梅原 拓（うめはら たく）
担当は国語。38歳。
桐谷 尚也（きりたに なおや）
担当は理科。28歳。
平松 あおい（ひらまつ あおい）
担当は国語。旧姓は森。3月に平松（前述）と結婚。32歳。
栗田 頼子（くりた よりこ）
担当は算数。46歳。
枝野 勝夫（えだの かつお）
黒木の後任の新室長。47歳。
掲示板に掲載された合格実績の見事さに胃を痛めている。

#### 佐倉の同期
碧山 皐月（あおやま さつき）
御茶ノ水校新人講師。東大卒。STARFISHの手伝いもしている。
棚橋 和真（たなはし かずま）
池袋校新人講師。学生時代に早馬塾でバイトをしていた。
松山 沙耶（まつやま さや）
自由が丘校新人講師。学生時代に早馬塾でバイトをしていた。

#### 生徒
生徒の姓は戦国時代ゆかりの人物から取られている模様。
島津 順（しまづ じゅん）
吉祥寺校舎では学年トップの成績を持っていたが、父親の教育虐待のエスカレートによる慢性的な睡眠不足と疲労蓄積で成績は下降。母が離婚を決断したことによる経済状況の悪化もあり開成中への進学を諦めたが、黒木の説得により、再び開成の奨学生を目指すことを母とともに決意した。勉強を教えたことで上杉海斗と親友になり、「ししょー」と呼ばれる。海斗に触発されて偏差値は再上昇、12月の最終模試で復活を遂げる。1月の前受けで、愛知・海王の特別給付生（偏差値70）に合格。桜花ゼミナール吉祥寺校の一般入試の合格先陣を切った。なお、前受けは本人の意思で、これ以上受験しない。その後、2月に開成、大石山を受験、開成は不合格となったが5日、繰り上げ合格となった。大石山は合格し、女子がいる学校に行きたいため共学の後者を進学先に決めた。
直江 樹里（なおえ じゅり）
両親は美容師、本人もオシャレで明るい性格だが、母親によれば目立つことをよしとしない小学校での生活を息苦しく感じていた時期があったようで、個性を尊重してくれる女子学院への進学を目指すようになったという。前田花恋や柴田まるみと仲がいい。計算速度が速く算数が非常に得意だが、トメハネを適当に書いた漢字テストで減点を食らうなどケアレスミスが多いため国語は苦手。友達になったまるみに算数を教える代わりに国語を教えてもらい、12月の模試では国語を克服し、偏差値65に到達。結果的に昴、華鈴、一真の成績を追い抜き、順、花恋と並ぶ成績ベスト3に入った。
結果は、女子学院不合格から繰り上げ合格、吉祥寺女子と馬武立合格。
前田 花恋（まえだ かれん）
Ωクラス。吉祥寺校舎女子の中ではトップの成績を持つ。国語が得意。直江樹里と仲がいい。第一志望校は桜蔭中、6年の春にフェニックスへ転塾しようとしたが、トップに立つために極端な量の勉強をこなして母を心配させた。極端な勉強は成績が高いことで居場所がない学校の代わりに塾に居場所を作るためであり、それを見抜いた黒木に街角で「花恋にはトップが似合ってる」と声をかけられて桜花へと戻る。その後は12月模試まで順調に少しずつ偏差値を上げていき、桜蔭50%までたどり着いた。その間に、8月からの樹里の友達、柴田まるみとも、夜弁当を一緒に食べる仲になった。桜蔭に合格。
成績上位校に複数合格したため両親も心配するほど天狗になるが、同時に勉強を続けなければいけない未来に一時は不安になる。
黒木からの宿題を思い出し、卒塾後塾を訪れ、STARFISHの存在を知る。
エピローグではOK大に進学する傍ら、STARFISHに顔を出していると、佐倉が語っている。
毛利 光（もうり ひかる）
Ωクラス。両親の希望で桜花ゼミナールに通っているが、早馬塾、個人指導も掛け持ちしている。第一志望校はOK大附属。父、父方の親、祖父母、親戚一同揃ってOK幼稚舎（小学校）出身のため、光もOK幼稚舎を受験したが不合格。そのせいで、父方の方から母・秀美が叱責されていたり、出題傾向がまったく異なるOK附属系列3校の受験を押し通されたり、プレッシャーをかけられている。12月の最終模試の偏差値は65。OK大附属合格判定、60%まで上り詰めた。
藤原 昴（ふじわら すばる）
Ωクラス。第一志望校は武蔵中。黒田翼と第一志望校が一緒。武蔵中に合格。
本多 華鈴（ほんだ かりん）
Ωクラス。第一志望校は雙葉中。雙葉中と黒薔薇（白百合）に合格。
村上 一真（むらかみ かずま）
Ωクラス。第一志望校は麻布中。麻布中は不合格だったが、早米田に合格。
黒田 翼（くろだ つばさ）
Ωクラス。第一志望校は武蔵中。藤原昴と第一志望校が一緒。武蔵中不合格。
馬場 亜蘭（ばば あらん）
Ωクラス。イギリスからの帰国生。第一志望校は新宿学園新宿の帰国生枠。過去にイギリスに3年滞在している。橘によると英会話が堪能。しかし、新宿学園新宿の帰国生枠は難しいと橘は判断する。そのため、海外系列の英語塾と掛け持ちしている。その塾では「英検で準一級は必要」「亜蘭は長文読解が今一歩」と評価されている。修学院に合格。
柴田 まるみ（しばた まるみ）
Aクラス→Ωクラス。小3のころに人間関係をこじらせ、親の初期対応のまずさが影響して現在まで不登校のまま。中学受験の主目的は内申書の課される高校受験の回避だったため元々は難関校を狙う方針ではなくAクラスだったが、女子学院に進学した一昨年の元桜花吉祥寺生に話を聞いたことをきっかけに女子学院に憧れを抱く。その後、Ωクラス選抜テストで合格したことをきっかけに、夏合宿から樹里と仲良くなる。夏合宿が終了したあとは、積極的にに自習に取り組んだり、挫折を繰り返したりするが、樹里の家で2人で勉強したことにより、樹里とともに女子学院を目指すようになる。女子学院は調査書の提出が課されるため「不登校のまるみは成績面で不利になる」と母に受験を反対されるが、「そんなことで樹里と離れるなんてイヤだ、負けない」と3年ぶりに教室へ行き周囲を驚かせる。母もまるみの成長を胸に女子学院の受験を認めて応援すると決意。女子学院は不合格から繰り上げ合格だった。
樹里との友情は桂から見ても非常に微笑ましく、樹里の母からもらったパスケースを共に愛用している。
上杉 海斗（うえすぎ かいと）
Aクラス→Ωクラス。双子の兄。運動神経がとてもいい。弟の陸斗とは違い成績下位層だったためフェニックスから転塾した。はじめは順とは犬猿の仲だったが、ひょんなことをきっかけに順に勉強を教えてもらうようになり成績が上昇、「ししょー」と呼ぶようになった。親友の順に憧れて父の母校の東央から開成に志望校を上げる。一度は母に開成受験を反対されるも、海斗の今の想いをすべて打ち明け、母親は「12月最終模試で、開成合格判定率40%を叩き出したら受験を認める」と宣言。それから、陸斗とともに支え合いながら勉強した。4教科で2点足りず、開成合格判定率40%には届かず、惜しくも30%だったが、母は海斗と陸斗の努力してきた姿を見て、「信じる」という気持ちを思い出し、海斗の開成受験を認める。結果的に開成は不合格だった。
最終的に父の母校に進学。
三浦 佑星（みうら ゆうせい）
Rクラス→Aクラス。黒木が塾長として最初に接したサッカー少年。6年生から入塾の生徒である。努力家である点を黒木に評価される。第一志望校は11月模試時点までは園学院普通クラス。12月最終模試から園学院特進クラス。
園学院に合格・進学するもサッカー部に入ってもレギュラーを取れる自信がないと卓球部に入り、両親を落胆させる。
伊達 智弘（だて ともひろ）
Aクラス。野球が大好きで、髪を丸刈りにしている元気一杯の少年。
運動会でははしゃぎ過ぎて足を捻挫、講師からは「右手でなくてよかった」と安堵される。
志望校だった園学院に合格。受験による野球のブランクを取り戻そうと、少年野球で早速体を動かしている。
原 秀道（はら ひでみち）
Aクラス。
自己主張が少なく、受験も失敗続きで心が折れかけたが「合格したい」と思いが強くなり、塾で一番最後の合格者となる。
田中 利休（たなか りきゅう）
Aクラス。
三好 伸（みよし しん）
Aクラス。
北条 香里奈（ほうじょう かりな）
Aクラス。桜花ゼミナール吉祥寺校の中で唯一、1月受験を行わない生徒。理由は塾いわく、新しい学校好きだから。
真田 歩夢（さなだ あゆむ）
Aクラス。元気で快活なタイプ。
丹羽 由美里（にわ ゆみり）
Aクラス。
根津 沙羅々（ねづ さらら）
Aクラス。
大友 真千音（おおとも まちね）
Aクラス。アイドル好き。親は女子校に行かせたいが、本人は共学を希望している。本人いわく、「共学で男子とともに青春を味わいたいから」。そのため、親の女子校推しに反発することも。それでも、12月最終模試で偏差値を少し上昇させ、親は女子校受験から撤退した。大晦日の冬季講習授業では、直前期の過ごし方を黒木に教わる説明で「今年は受験直前期テレビは禁止」と告げられ、今日の塾が終了したあと本人の推しアイドルライブをテレビで見ると予定していたのにと黒木に反発した。しかし、その後、木村の数年前の臨場感ある体験談を聞き、意識を変え、今年はテレビを我慢すると決意し、家族を驚かせた。
福島 圭（ふくしま けい）
Aクラス→Rクラス。橘いわく、あと1点のところでAクラスからRクラスに下がってしまった。毎日、母・友美と喧嘩三昧。第一志望校は成明。
伊東 章太郎（いとう しょうたろう）
Rクラス。水族館が好き。第一志望校は東英大白金。
加藤 匠（かとう たくみ）
Rクラス→Aクラス。当初は勉強が好きではなく、成績も席が一番後ろ（=最下位）の生徒だったが、佐倉がふとしたことから鉄道ファンであることに気づき、黒木から鉄道研究部の充実している私立中学の存在を教えられ、中学受験を目指す。
今川 理衣沙（いまがわ りいさ）
Rクラス。浅井紫、山本佳苗と仲がいい。母親の過度な期待がプレッシャーとなり吉祥寺女子の過去問の答えをカンニングして書き、合格者平均点を取るが黒木には途中の計算式が書かれていないことから即座にカンニングを見抜かれた。解答を覚える記憶力はあるため黒木からは「彼女は頭はいいですよ。ただ、『勉強』が嫌いなだけです」と評される。
母親に実力以上の難関校の過去問を解かされ続けていたことで自信を喪失していたが、佐倉の策で安全圏の小学大学九州中学校の過去問を解き、自信を取り戻して勉強のモチベーションを見つける。第一志望校は初志貫徹で、吉祥寺女子。
結果として不合格が続き、最後の最後で母ではなく自分が望んだ学校を受験し、校内で30人目の合格者となる。
高校卒業後は母が望む大学進学ではなく、ネイルアーティストの道を選ぶ。
浅井 紫（あさい ゆかり）
Rクラス。文房具好き。第一志望校は4月模試までは光花女子。12月最終模試時点では湧泉女子。
山本 佳苗（やまもと かなえ）
Rクラス。訪れた学園祭で在校生に影響を受けて志望校を定め、成績が上がる。
大内 礼央（おおうち れお）
Aクラス→Rクラス。かつては偏差値50のAクラスだったが、今川理衣沙とのトラブルに巻き込まれ、橘から「自習室出入禁止」を宣告されてしまう。
武田 勇人（たけだ ゆうと）
Rクラス。元気一杯な少年で、伊達とはクラスこそ違うが、休憩時はよく一緒に遊んでいた。
受験勉強からつい逃げてしまう癖があるが、やめる気はない。どうせわからないと考えて課題の答えを書き写していたが、黒木の策で勉強に達成感を覚え「こんなの見てたらダメだ、隠しといてくれ」と自らテキストの解答冊子を差し出したことで母を驚かせる。
しかし勉強から逃げる癖はなかなか抜けず、佐倉に追いかけられることもしばしばあった。
明智 珠洲（あけち すず）
Rクラス。
渡辺 太郎（わたなべ たろう）
Rクラス。
石田 王羅（いしだ おうら）
Rクラス。勉強嫌いで年齢より幼い性格のため、教室で騒ぐなどマイペースでトラブルメーカー。ただし、橘は「本来、小学生なんてあんな感じ」「そもそも小学生が『毎日塾に来て座ってる』こと自体がすごい」「そこから認めてあげないとな」と述べている。トラブル続きのため集団で授業を受ける塾にはいさせられないことになり、桜花グループの個別指導塾に移った。
その事により自己肯定感が育まれ、無事に志望校に合格して、黒木に32人目の合格者としてカウントされる。

### フェニックス
灰谷 純（はいたに じゅん）
吉祥寺校の算数科講師。現在は6年の「サミット１」など黒木が抜けたあとのクラスを担当している。以前は自らに講師としてのノウハウを教えてくれた黒木を慕っていたが、黒木が一部の生徒と内密に個別契約で個別指導を請け負っていた噂を耳にする中で、6年時の授業を目標に努力してきたフェニックスの生徒を置き去りにして桜花へ移籍した彼の姿を目の当たりにし、「拝金の悪魔だ」と黒木への敵意をむき出しにするようになる。
桃田（ももだ）
フェニックスで働く女性講師。
上杉 陸斗（うえすぎ りくと）
上杉海斗の双子の弟。フェニックスでは「神7」と呼ばれる吉祥寺校成績上位7人のうちの1人に数えられているが、他の6人とは違い天才肌ではないため、灰谷が密かに気にかけている。秋の模試で第一志望の麻布の合格判定80％を出し、過去問の合格最低点もクリアしてしまったため気が緩んでいたが、灰谷の策により危機感を覚え出す。
カズマ
今年のフェニックスのS1。神7のトップ。少々、お調子者の一面があるが大の勉強好き。フェニックス講師いわく4月から筑駒の合判80%をとっていた。また、本人いわく11月模試時点では開成合判80%をとっていた。他にも、最低で宿題を3周回すため、母が毎週宿題をコピーすることに疲れ果てて、業者にコピーを依頼している。
マリナ
今年のフェニックスのS1。神7の1人。11月時点では桜蔭合判80%をキープしていた。3歳からバイオリンを習っているが、今は受験優先のため中断している。バイオリンを弾かないとストレスが溜まって勉強を頑張れないため、1日1時間の練習をやめず、母親を困らせている。
ツバサ
今年のフェニックスのS1。神7の1人。1年前に算数オリンピックに入賞している。今年は受験優先で不参加のつもりだったが、ツバサが勝手に親のパソコンで申し込む。親のパソコンの履歴で事実が明白になり、親に激怒された。

### 生徒の家族
三浦 一葉
Rクラス→Aクラスの三浦佑星の母親。
加藤 涼香
Rクラス→Aクラスの加藤匠の母親。
匠の兄には中学受験はさせなかったが、当時の彼のトラウマから匠にそんな思いをさせたくないと受験させる。
前田 麗子
Ωクラスの前田花恋の母親。
医師のため自宅を不在にしがちたが、花恋の事は常に気にかけている。夫はアメリカに滞在しているが、娘の受験のためだけにでも帰国する。
武田 正人（たけだ まさと）
Rクラスの武田勇人の父親。夫婦共働きの会社員。息子の教育にはあまり関心がなく、スマホゲームに夢中になっている。受験にお金をかけるよりも家族の旅行などに使ったほうがいいのではないかという立場で非協力的である。「合格を押さえるのに納入する25万円が本命に合格したらパア」というお金の事情に「中学受験、ソシャゲより怖えー」と愚痴る。
勇人が合格後は「（制服の）ネクタイの結び方を教えてやる」と張り切る一面も。
武田 香織（たけだ かおり）
Rクラスの武田勇人の母親。夫婦共働きの会社員。自身が高卒で、自身より仕事のできない大卒の上司に指示されている現実から、息子には高学歴を持ってほしいと考えている。どんどん出費が増えていく塾の費用のことで夫から「俺たちいいカモだよ」「『資本主義の奴隷』って言うんだぜ」と言われて激昂し、「責任は全て私が持つ」「費用の130万円は自分の口座から出す」と説き伏せた。
息子は無事に附属中に合格するも、制服や修学旅行の積立金などの想定外の出費、2つ下の弟の受験などに頭を悩ませる。
上杉 麻沙子
桜花ゼミナール吉祥寺校、Aクラス→Ωクラスの兄・上杉海斗、またフェニックス吉祥寺校、S1の常連の弟・上杉陸斗の母親。
海斗と陸斗との性格や能力の違いを区別する事なく接し育てている。
柴田 美佐子
柴田さとみと、Aクラス→Ωクラスの柴田まるみの母親。
柴田 さとみ
Aクラス→Ωクラスの柴田まるみの姉。現在、大学1年生。北海道在住。
直江 翔太（なおえ しょうた）
Ωクラスの直江樹里の父親。夫婦ともに美容師。樹里については夏の合宿の際に「俺たちの子供にしては頭いいし、本人行く気ならがっつり応援してやんべ」と語っている。
直江 杏里（なおえ あんり）
Ωクラスの直江樹里の母親。夫婦ともに美容師。腐女子であり、戦国時代の武将のゲームが大好きで、樹里が歴史の授業を受けてくると毎日「推し」の話をする。そのおかげで樹里は戦国時代が自動的に頭に入ったという。小学校3年生まで、樹里の髪を染めて服装も派手にしていたため、成績を見た目の印象で下げられてしまったと考え、制服がない自由な校風のJGを志望すると聞いて応援している。
原 大和
原紀香と、Aクラスの原秀道の父親。
原 さとね
原紀香と、Aクラスの原秀道の母親。
自己主張の少ない息子を気遣う。
原 紀香
Aクラスの原秀道の姉。現在、高校2年生。
大友 秀樹
大友 真理
今川 紹子（いまがわ しょうこ）
Rクラスの今川理衣沙の母親。中学受験における偏差値の意味をよく理解しておらず、レベルの低い私立中学に行かせるくらいなら地元の公立中学校でいいと考えている。かなり見栄っ張りで世間体を気にするタイプであり、理衣沙の成績もまだ本気を出していないだけと語る。黒木からは話が通じるタイプではないと見られ、ほぼ頷くだけの面談となった。黒木は佐倉に「説得というものは相手に聞く準備がなければただの説教」「誰がお金を払ってまで説教を受けたいと思いますか?」と語る。
福島 友美
田中 利一
田中 多香子
伊達 乃里香
毛利 秀美
大内 成美
浅井 伸也
浅井 千秋
山本 織江

### その他
ショーマ
フェニックス時代の黒木の教え子で、現役OK大生（おそらく慶大生のもじり）。STARFISHに出入りする。
晶
黒木がつぶした生徒。現在中学3年生。
中学受験で無理して合格・進学したために、結果転校せざるを得なくなり祖母と同居する。様々な事が重なり、自室に引き込もってしまう。
旭
晶の弟。
木田川
エヴリィの社員。黒木が島津を紹介する。
木田
桜花ゼミナール系列塾、ノビール吉祥寺校の校長。

## 作中に登場する塾
桜花ゼミナール
中学受験専門の学習塾。本部は御茶ノ水にある。フェニックスより合格実績は劣るものの、中堅校を狙う生徒にも手厚いのがウリ。黒木や佐倉が勤めるのは吉祥寺校で、近くにはフェニックスの吉祥寺校もある。クラス編成は、「Ωクラス（偏差値57以上のクラス。クラス分けテストで入れる）」、「Aクラス（偏差値50前後の生徒のクラス）」、「Rクラス（上記以下の生徒のクラス。佐倉はこのクラスの算数を担当する）」。黒木いわくRクラスは「お客さん」であり、夢を見させつつ生かさず殺さず塾にお金を落とし続ける生徒たちとのこと。
渋谷大崎
桜花ゼミナールのテキストは渋谷大崎のものを使っている。
毎日研
佐倉の同期の碧山がかつて通っていた塾。
帝都模試センター
帝都圏模試というテストを行っている。
フェニックス
3時間授業で休み時間なし、自習室がない。
STARFISH
黒木が運営している無料塾。
居場所がない子どもたちの勉強を見るだけでなく、介護の勉強をしたいホステスなども受け入れている。
教材や食品などはネットなどからの寄付で賄われている。

## コラボレーション
森永製菓、朝日新聞とのコラボレーション企画が実施された。
ドラマ版初回放送前日の2021年10月15日には、出演者である灰谷純役の加藤シゲアキが、本多華鈴役の山田花凜がレギュラー出演している『クイズ!あなたは小学5年生より賢いの?』に挑戦者として出演。柳楽優弥と井上真央も問題の解説者として、VTR出演している。

## 書誌情報
- 高瀬志帆 『二月の勝者-絶対合格の教室-』 小学館〈ビッグコミックス〉、全21巻
  1. 2018年2月9日発売[小 1]、ISBN 978-4-09-189792-3
  2. 2018年6月12日発売[小 2]、ISBN 978-4-09-189885-2
  3. 2018年10月12日発売[小 3]、ISBN 978-4-09-860088-5
  4. 2019年2月12日発売[小 4]、ISBN 978-4-09-860217-9
  5. 2019年6月12日発売[小 5]、ISBN 978-4-09-860311-4
  6. 2019年10月11日発売[小 6]、ISBN 978-4-09-860417-3
  7. 2020年2月12日発売[小 7]、ISBN 978-4-09-860539-2
  8. 2020年6月30日発売[小 8]、ISBN 978-4-09-860641-2
  9. 2020年8月7日発売[小 9]、ISBN 978-4-09-860691-7
  10. 2021年1月12日発売[小 10]、ISBN 978-4-09-860802-7
  11. 2021年4月12日発売[小 11]、ISBN 978-4-09-861037-2
  12. 2021年8月11日発売[小 12]、ISBN 978-4-09-861120-1
  13. 2021年10月12日発売[小 13]、ISBN 978-4-09-861178-2
  14. 2021年12月10日発売[小 14]、ISBN 978-4-09-861203-1
  15. 2022年4月12日発売[小 15]、ISBN 978-4-09-861270-3
  16. 2022年9月12日発売[小 16]、ISBN 978-4-09-861409-7
  17. 2023年2月7日発売[小 17]、ISBN 978-4-09-861577-3
  18. 2023年6月12日発売[小 18]、ISBN 978-4-09-861723-4
  19. 2023年10月12日発売[小 19]、ISBN 978-4-09-862537-6
  20. 2024年2月7日発売[小 20]、ISBN 978-4-09-862703-5
  21. 2024年7月11日発売[小 21]、ISBN 978-4-09-862774-5

ノベライズ
原作と違って、子ども達目線の内容になっている。
- 伊豆平成（著）、高瀬志帆（原作・イラスト）『小説 二月の勝者-絶対合格の教室-』 小学館〈小学館ジュニア文庫〉、全5巻
  - 春夏の陣　2021年10月6日発売[小 22]、ISBN 978-4-09-231385-9
  - 秋の陣　2022年5月27日発売[小 23]、ISBN 978-4-09-231416-0
  - 決戦開幕　2023年3月31日発売[小 24]、ISBN 978-4-09-231449-8
  - 不屈の熱戦　2024年5月24日発売[小 25]、ISBN 978-4-09-231483-2
  - 未来への一歩　2025年4月18日発売[小 26]、ISBN 978-4-09-231507-5

## テレビドラマ
2021年10月16日より12月18日まで、日本テレビ系「土曜ドラマ」枠で放送された。主演は柳楽優弥。
当初は2020年7月より放送予定だったが、新型コロナウイルスの影響で放送開始時期が変更になることが発表され、その後、2021年10月期に放送されることが発表された。

### キャスト

#### 桜花ゼミナール吉祥寺校
成績不振の中堅受験塾。

##### 講師
黒木蔵人〈34〉
演 - 柳楽優弥
塾の立て直しのため、ルトワックから招聘されたスーパー塾講師。着任早々、新6年生に「全員を第一志望に合格させる」と宣言する。第6話で、ジムニーシエラに乗っている。
佐倉麻衣〈29〉
演 - 井上真央
Rクラス担任。新任講師。算数担当。公立中学校の教師経験がある。原作と異なり空手が得意という設定はない。経歴や上記の年齢なども含めて、原作から非常に多くの個所が変更されているキャラである。最終回終盤で桜花ゼミナールを退職し、中学校の教師に戻る。
橘勇作〈44〉
演 - 池田鉄洋
Ωクラス担任。算数・理科担当。最終回終盤で個別指導塾ブルーミングの校長に就任する。
桂歌子〈33〉
演 - 瀧内公美
Aクラス担任。国語・社会担当。
塾情報に詳しく、新任講師である佐倉の相談役でもある。
木村大志〈30〉
演 - 今井隆文
国語・社会担当。
森あおい
演 - 寺川里奈
国語担当。
黒木に資料まとめやお茶出しを指示されることが多い。
木村に好意を寄せられているが、第9話で平松と結婚することを報告した。
朽木伸明
演 - 今里真
算数・理科担当。
梅原拓
演 - 亀岡孝洋
国語担当。
平松創
演 - 内藤聖羽
社会担当。
桐谷尚也
演 - 小熊樹
理科担当。
栗田頼子
演 - 三木美加子
算数担当。

##### 経営陣
白柳徳道〈65〉
演 - 岸部一徳
社長。黒木をスカウトした張本人。大森紗良の祖父。

##### 生徒

###### Ωクラス（偏差値57以上）
島津順
演 - 羽村仁成（ジャニーズJr.）
最終回で1月の前受けで海王、2月の入試で開成に合格するが、辞退し都立大石山に進学を決意する。
前田花恋
演 - 田中絆菜
最終回で桜蔭・豊島園女子に合格する。
直江樹里
演 - 野澤しおり
最終回で柴田まるみとともに二葉女子学院・吉祥寺女子に合格する。
藤原昴
演 - 田野井健
最終回で1月の前受けで埼玉西、2月の入試で武蔵・東央に合格する。
黒田翼
演 - 坂本龍之介
最終回で1月の前受けで関東、開墾、2月の入試で武蔵・園学院に合格する。
馬場亜蘭
演 - 白石葵一
本多華鈴
演 - 山田花凜
最終回で雙葉に合格する。
村上一真
演 - 尾形颯太
最終回で1月の前受けで埼玉西、2月の入試で麻布、帝都大付属に合格する。
毛利光
演 - 芹沢凜
柴田まるみ
演 - 玉野るな
Aクラスだったが、第6話でΩクラス選抜テストによりΩクラスに昇格。最終回で直江樹里ととも二葉女子学院・吉祥寺女子に合格する。
上杉海斗
演 - 伊藤駿太
Aクラスだったが、第6話でΩクラス選抜テストによりΩクラスに昇格。最終回では開成に不合格になったものの、東央に合格する。

###### Aクラス（偏差値49 - 56）
伊達智弘
演 - 細井鼓太
最終回で1月の前受けで関東、開墾、2月の入試で帝都大付属、法陽帝付属、園学院、成明に合格する。
大友真千音
演 - 垂水文音
第1話前までRクラス。
北条香梨奈
演 - 堰沢結愛
根津沙羅々
演 - さとる
丹羽由美里
演 - 長島優月
原秀道
演 - 中村朗仁
田中利休
演 - 大貫慧佑
最終回で、1月の前受けで埼玉西、2月の入試で有栖川学園、柴又、青翔に合格する。
三好伸
演 - 高梨理央
三浦佑星
演 - 佐野祐徠
第4話までRクラス。最終回で園学院に合格する。
加藤匠
演 - 山城琉飛
第4話までRクラス。最終回で1月の前受けで関東、2月の入試で海堂に合格する。

###### Rクラス（偏差値48以下）
浅井紫（あさい ゆかり）
演 - 市川ぼたん
最終回でカトレア女子に合格する。
武田勇人
演 - 守永伊吹
最終回で武蔵境大学付属に合格する。
明智珠洲
演 - 大里菜桜
伊東章太郎
演 - 森川貴
今川理衣沙
演 - 渡邉心結
最終回で泰知に合格する。
山本佳苗
演 - 川島夕空
最終回で鈴蘭女子・カトレア女子に合格する。
渡辺太郎
演 - 小籏海王
大内礼央
演 - 粟野咲莉
第4話まではAクラス。
自習中に邪魔をする王羅に対して怒鳴ったところを事情を知らない橘に目撃され、別室に移動させられてしまう。
原作ほど橘のことを拒絶しておらず、上記の誤解が一段落したあとは心配する佐倉に対して「もう気にしていない」と前向きな様子を見せているほか、卒塾式前にも橘のことを｢いい先生｣と語っている。
福島圭
演 - 生駒星汰
第4話まではAクラス。

#### 個別指導塾「ブルーミング」
石田王羅
演 - 横山歩
第7話において桜花ゼミナールRクラスからこちらに移動。桜花ゼミナールでは、入塾時から2年半、橘に面倒を見てもらった。第7話以降も桜花ゼミナールとの繋がりはあり、最終回の受験のときには橘と再会した。最終回で小学大付属に合格する。

#### ルトワック
超名門中学受験塾。
灰谷純
演 - 加藤シゲアキ
カリスマ講師。業界でもカリスマ塾講師として名高い。黒木がルトワックを辞めた理由を探っている。最終回で、黒木と志は同じであり理解者であると認められている。
上杉陸斗
演 - 伊藤駿太（一人二役）
上杉海斗の双子の弟。兄の海斗より成績が良い。
飯田古太
演 - 吉村賢人
S1クラスのカリスマ講師。

#### 井の頭ボウル
桜花ゼミナール吉祥寺校の講師たちの憩いの場。
大森紗良〈15〉
演 - 住田萌乃
支配人・大森新平の一人娘で白柳徳道の孫。「二葉女子学院」高等部1年生。ドラマオリジナルのキャラクター。母は亡くなっており、父の新平いわく、紗良は自由奔放だった母親似。
小学校のころは不登校で、勉強のことを心配した新平が無料塾「STARFISH」の存在を知り、そこで黒木に勉強を教えてもらっていた。現在もSTARFISHで引き続き黒木に勉強を教えてもらったり、他の塾生たちに勉強を教えたりしている。
黒木からの頼みで孤立していたまるみに声をかけ、彼女が二葉女子学院を目指すきっかけを与えた。
大森新平〈37〉
演 - 加治将樹
支配人。紗良の継父。
十住戯球予（じっちゅうぎ たまよ）
演 - 森彩奈江

#### STARFISH
せいら
演 - 水上京香
ガイアママ
演 - 鈴木たまよ
最終回で簿記2級に合格する。
ティアラ
演 - 近藤くれは
オカリナ
演 - 大平ゆず
ガイア
演 - 森優理斗
雷音
演 - 内山そうた
最終回で都立中学に合格する。
風香
演 - 門川芽以
最終回で都立中学に合格する。

#### 学校法人クロトン国際学園
新設校。
五十嵐勉
演 - 寺井義貴（第4話 - ）
教務企画部部長。灰谷や黒木に自身の学校を塾の生徒に勧めることを依頼する。

#### ゲスト

##### 第1話
三浦一葉
演 - 西田尚美
佑星の母。
三浦信二
演 - 水橋研二（最終話）
佑星の父。

##### 第2話
加藤涼香
演 - 堀内敬子
匠の母。
加藤健介
演 - 東根作寿英
匠の父。
前田麗子
演 - 高岡早紀（第3話）
花恋の母。娘の選ぶ道を尊重し支えているが、ルトワックの体験入塾を機に勉強に打ち込みすぎる彼女を心配している。

##### 第3話
女子生徒
演 - 中田華月
ルトワックS1クラスの生徒。

##### 第4話
武田香織
演 - 星野真里
勇人の母。
武田正人
演 - 塚本高史（最終話）
勇人の父。スマホゲームに夢中になっていて、息子の教育にあまり関心がない。原作ではゲームの名前は不明だが、ドラマでは『レジェンド・ウォーリアー』と設定されている。課金額は毎月2万円弱でお小遣いの範囲内でやっている。
武田博人
演 - 白髭善（最終話）
勇人の弟。

##### 第5話
島津弘
演 - 金子貴俊（第7話・8話）
順の父。ワンマンで典型的な毒親で成績の低下している順を頭ごなしに怒鳴り散らしたり、順が塾で怪我したことを見逃した優子に激怒するなど、父親としても人間としても優しい心を持たない冷酷な男。順と喧嘩した生徒達をクズ呼ばわりしたり、順を庇う優子に通報騒ぎを起こす程の暴力を振るうなど、道徳面に問題がある。優子に暴力を振るったことに悪びれる様子がないどころか、黒木から自身の経験と努力は順の勉強の役に立っていないと気遣いの言葉をかけなかったことを指摘されても「甘っちょろいことを言うな」と居直り聞く耳を持たず、最後まで自己中心的かつ傲慢な態度を崩さなかった。
優子と順に愛想を尽かされて別居されたうえに、順が自身のせいで受験を辞めることを知った際は自身の過ちに気付き、自分なりに考えを改めて順が再び、受験を始める順と再会した際は「パパが間違っていた。もう受験なんてしなくていい、自分のやりたい道に進みなさい」と和解を求めたが、順から「合格するまでパパを許さない」と決別される。決別宣言された彼の表情は息子の成長を喜ぶ父親らしい穏やかなものだった。順が都立大石山に合格を決めたあとにも登場していないことから、順や優子と和解できたか、決別されたままなのかは不明。
島津優子
演 - 遠藤久美子（第7話・8話・最終話）
順の母。暴力的で冷酷な弘と違い、温厚で心優しい性格で弘から教育虐待を受ける順をかばっているが、弘の暴力的圧力に萎縮し、行動力を失っている。その後は弘と別居し、女手1人で順を育てることを決意する。順が都立大石山に合格を決めた際は大いに喜び息子を褒めてあげた。

##### 第6話
柴田美佐子
演 - 月船さらら
まるみの母。
直江杏里
演 - 木乃江祐希
樹里の母。
直江翔太
演 - 上野純
樹里の父。

##### 第7話
石田三枝子
演 - 岩崎ひろみ
王羅の母。夫と死別しており、未亡人。
石田静枝
演 - 青木和代
王羅の祖母。
今川紹子
演 - 春日井静奈（第9話・最終話）
理衣沙の母。
大友秀樹
演 - 大内厚雄
真千音の父。
福島友美
演 - ハマカワフミエ
圭の母。
毛利秀美
演 - 高田郁恵
光の母。
大内成美
演 - 川田希
礼央の母。

##### 第8話
高橋静子
演 - 夏川さつき（最終話）
順の祖母（優子の母）。
伊達乃里香
演 - 小野川晶
智弘の母。
渡辺真麻
演 - 乾りさこ
太郎の母。
渡辺譲二
演 - 吉田智則
太郎の父。
田中利一
演 - 岩戸秀年
利休の父。
田中多香子
演 - 森脇由紀
利休の母。
根津綾子
演 - 北ひとみ
沙羅々の母。
山本織江
演 - 山田キヌヲ
佳苗の母。志望校の合格点に届かない娘を心配している。
上杉麻沙子
演 - 馬渕英里何（第9話・最終話）
海斗の母。子どもには無理をさせない方針である。　　　　　　

##### 第9話
浅井千秋
演 - ザンヨウコ（最終話）
紫の母。

### スタッフ
- 原作 - 高瀬志帆『二月の勝者-絶対合格の教室-』（小学館『週刊ビッグコミックスピリッツ』連載中）[76]
- 脚本 - 成瀬活雄[76]
- 音楽 - 小西康陽[76]
- 主題歌 - DISH//「沈丁花」（ソニー・ミュージックレコーズ）[77]
- テーマソング - NEWS「未来へ」（Johnny's Entertainment Record）[78]
- 演出 - 鈴木勇馬、国本雅広、久保田充、山田信義[79]
- サウンドデザイン - 石井和之
- 中学受験塾監修 - ジーニアス（松本亘正）
- 学校監修 - 石濱勝
- 学習指導 - 中村雄一
- 塾取材協力 - 創研学院、ちくしの進学教室
- チーフプロデューサー - 三上絵里子[80]
- 企画プロデューサー - 高明希[80]
- プロデューサー - 次屋尚[76]、大塚英治[76]、浅野大輝
- 制作協力 - ケイファクトリー
- 製作著作 - 日本テレビ

### 放送日程
| 各話                                                                        | 放送日   | ラテ欄                                                | 演出     | 視聴率 |
| --------------------------------------------------------------------------- | -------- | ----------------------------------------------------- | -------- | ------ |
| 第1話                                                                       | 10月16日 | 最強最悪の中学受験塾講師! 痛快人生攻略ドラマが始まる! | 鈴木勇馬 | 9.2%   |
| 第2話                                                                       | 10月23日 | 塾は営利目的の企業です!                               | 鈴木勇馬 | 7.9%   |
| 第3話                                                                       | 10月30日 | 転塾!? 放っておきましょう                             | 国本雅広 | 8.0%   |
| 第4話                                                                       | 11月06日 | 中学受験は課金ゲーム!!                                | 久保田充 | 6.8%   |
| 第5話                                                                       | 11月13日 | 塾では道徳は教えません!                               | 鈴木勇馬 | 7.4%   |
| 第6話                                                                       | 11月20日 | 夏合宿少女に何が起きた!                               | 久保田充 | 8.8%   |
| 第7話                                                                       | 11月27日 | 勉強しない子は塾やめろ!                               | 国本雅広 | 6.9%   |
| 第8話                                                                       | 12月04日 | 先生! 僕、受験をやめます                              | 山田信義 | 5.6%   |
| 第9話                                                                       | 12月11日 | ぼくの未来はぼくが決める                              | 国本雅広 | 7.0%   |
| 最終話                                                                      | 12月18日 | いざ決戦! 受験本番の日                                | 鈴木勇馬 | 7.7%   |
| 平均視聴率 7.5%（視聴率はビデオリサーチ調べ、関東地区・世帯・リアルタイム） |          |                                                       |          |        |

### その他
2021年11月17日放送の『ベストアーティスト2021』にて、柳楽、テーマソングを担当しているNEWS、主題歌を担当しているDISH//が出演した。さらに生徒役20名が出演し、NEWSと共演。テーマソングを一緒に歌唱した。

### スピンオフドラマ
『二月の勝者〜胸騒ぎの自習室〜』（にがつのしょうしゃ むなさわぎのじしゅうしつ）のタイトルで、本編第6話の放送終了後および最終話の放送終了後から動画配信サービス「Hulu」にてオリジナルストーリーが配信中。

#### キャスト（スピンオフドラマ）
- 黒木蔵人 - 柳楽優弥[84]
- 佐倉麻衣 - 井上真央[85]（第3話 - ）
- 灰谷純 - 加藤シゲアキ[85]（第3話 - ）
- 橘勇作 - 池田鉄洋[86]
- 桂歌子 - 瀧内公美[86]
- 木村大志 - 今井隆文[86]
- 森あおい - 寺川里奈[86]
- 朽木伸明 - 今里真[86]
- 梅原拓 - 亀岡孝洋[86]
- 平松創 - 内藤聖羽[85]（第3話 - ）
- 桐谷尚也 - 小熊樹[85]（第3話 - ）
- 栗田頼子 - 三木美加子[86]
- 桜花ゼミナール吉祥寺校6年生[84][85]

#### スタッフ（スピンオフドラマ）
- 脚本 - 梅川りん菜[86]
- 音楽 - 小西康陽[86]
- 演出 - 鈴木勇馬[86]
- プロデューサー - 次屋尚、大塚英治[86]
- チーフプロデューサー - 三上絵里子[86]
- 制作協力 - ケイファクトリー　* 製作著作 - 日本テレビ

#### 配信日程
| 各話    | 配信日   | サブタイトル     | 配信時間 |
| ------- | -------- | ---------------- | -------- |
| 1時間目 | 11月20日 | いのちの授業     | 9分      |
| 2時間目 | 11月20日 | ラブレター       | 11分     |
| 3時間目 | 12月18日 | 想い出がいっぱい | 13分     |
| 4時間目 | 12月18日 | 卒塾式           | 16分     |

| 日本テレビ系 土曜ドラマ                            | 日本テレビ系 土曜ドラマ                                   | 日本テレビ系 土曜ドラマ             |
| 前番組                                             | 番組名                                                    | 次番組                              |
| -------------------------------------------------- | --------------------------------------------------------- | ----------------------------------- |
| ボイスII 110緊急指令室 （2021年7月10日 - 9月25日） | 二月の勝者 -絶対合格の教室- （2021年10月16日 - 12月18日） | 逃亡医F （2022年1月15日 - 3月19日） |